# Quinta República francesa

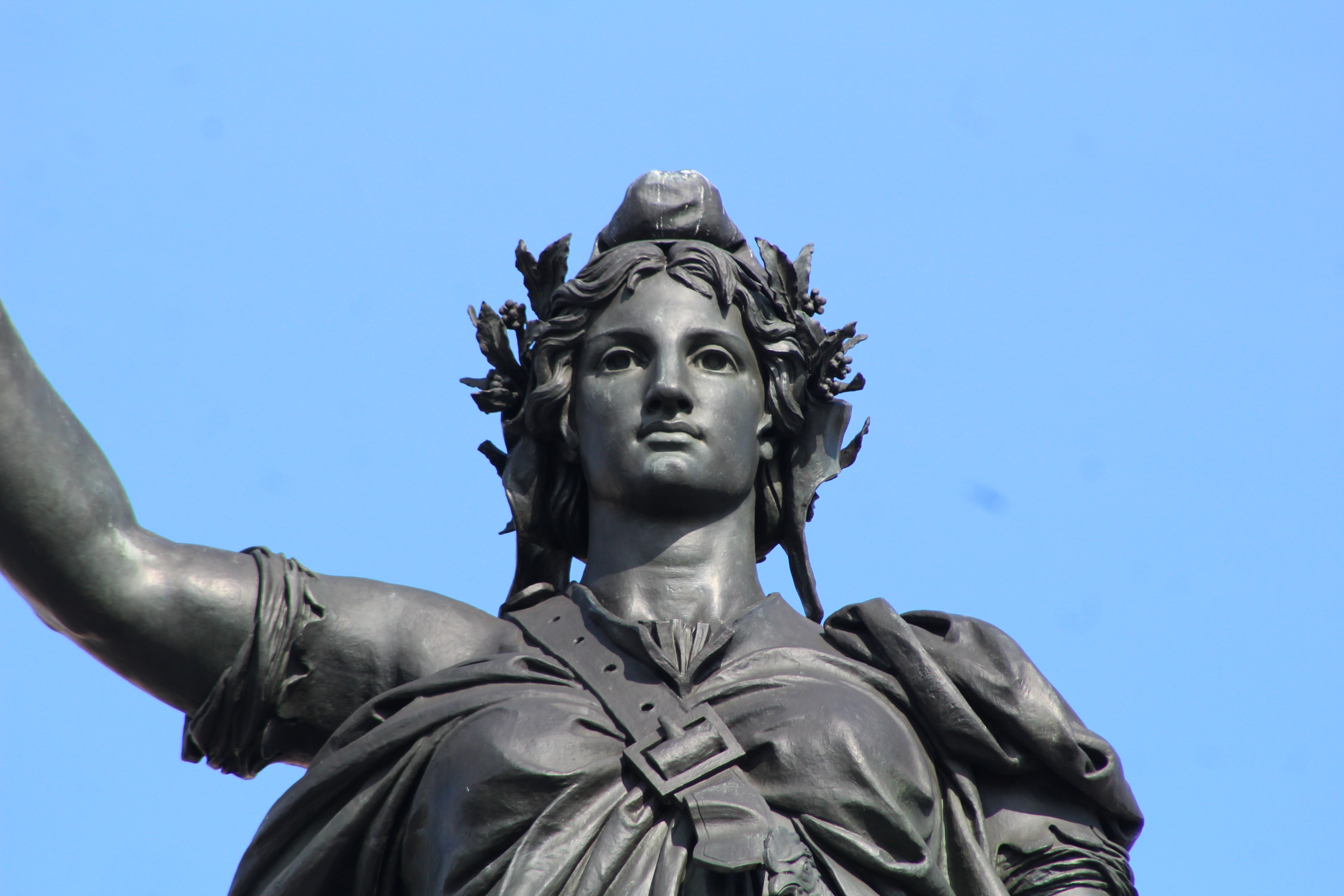
Marianne, alegoría de la república francesa, en el monumento de la Plaza de la República parisina.

La Quinta República francesa es el régimen republicano en vigor en Francia desde el 5 de octubre de 1958. La Quinta República sucedió a la Cuarta República instaurada en 1946.

## Historia
En 1958, Charles de Gaulle encarga a su equipo preparar un proyecto de constitución, que fue aprobada en referéndum el 28 de septiembre de ese año: la Constitución del 4 de octubre de 1958, más conocida como Constitución de la Quinta República.
El texto de la Constitución recoge el preámbulo de la Constitución de la Cuarta República, la Declaración de los Derechos del Hombre y del Ciudadano de 1789, los principios fundamentales reconocidos por las leyes de la República y la Carta del medio ambiente (2004), es lo que se conoce como bloque constitucional.
La Quinta República otorga un poder mayor que la Cuarta al Presidente de la República. Hasta el año 2000, el mandato del Presidente era de 7 años, desde entonces, es elegido por un periodo de 5 años. También se le confirió el poder ejecutivo, lo cual era un deseo expresado por el general de Gaulle para la redacción de la Constitución de la Cuarta República.
El texto votado en 1958 introdujo una novedad en el modo de elección del presidente de la República, antes elegido por sesión conjunta de la Asamblea Nacional y del Senado. El recuerdo de las tediosas elecciones presidenciales de Francia de 1953, en la que hicieron falta trece escrutinios para que los diputados y senadores se pusieran de acuerdo en elegir a René Coty, estaba todavía en la memoria. La nueva Constitución confió la misión de elegir Presidente a un Colegio de aproximadamente 80.000 grandes electores (diputados, senadores, consejeros generales, alcaldes y delegados de los consejos municipales). Este sistema solo fue usado una vez, el 21 de diciembre de 1958.
En 1962 se convocó un referéndum para modificar de nuevo el sistema de elección del Presidente de la República. Se introdujo el principio de elección por sufragio universal directo a dos vueltas; si en una primera convocatoria ningún candidato supera el 50% de los votos, hay una segunda 15 días después en la que solamente compiten los dos candidatos con mayor porcentaje de votos. Este sistema se usó por primera vez en 1965.
Esta elección por sufragio universal directo, acompañado de la aparición del concepto mayoritario, cambiará profundamente el funcionamiento de las instituciones: se verá aparecer los conceptos de «presidencialización del poder» y «cohabitación».
En mayo de 1968, el régimen se paralizó durante varias semanas por una insurrección sin precedentes. Por primera vez en ese siglo una huelga general paralizaba el país entero. El movimiento de mayo de 1968 estuvo fuertemente influido por diferentes corrientes de izquierda radical (maoísmo, trotskismo, consejismo, situacionismo, anarquismo, etc.) que marcaron los años 1970 y dejaron una profunda huella cultural. Estos hechos se inscriben en un movimiento revolucionario internacional que afectó a todos los países occidentales, inspirados por los sucesos en Francia, aunque dentro de esta el mayo de 1968 no llegó a generar una radical transformación política ni causó el fin del régimen gaullista.
En 1986, el presidente socialista, François Mitterrand, tiene que afrontar un Parlamento de derecha. Se niega a dimitir y prefiere constituir un gobierno de cohabitación, cuyo jefe era Jacques Chirac. Esa situación se repite en 1993, siendo esta vez el jefe de Gobierno Édouard Balladur, otro derechista.
En 1997, el nuevo presidente Jacques Chirac, elegido en 1995, tiene también que afrontar una nueva cohabitación, esta vez de cinco años. El jefe del Gobierno socialista era Lionel Jospin.
Desde 1984, el Frente Nacional de Jean-Marie Le Pen empezó a señalarse en la política francesa. La extrema derecha obtuvo el 20% de los votos en la primera ronda de las elecciones presidenciales de 2002. Al mismo tiempo, el electorado del Partido Comunista obtiene alrededor de un 5% de los votos, siendo superado por los pequeños partidos trotskistas (Lucha Obrera, LCR, Partido de los Trabajadores) que reunieron conjuntamente el 10% de los votos en 2002, impidiendo así que el candidato del Partido Socialista, Lionel Jospin, llegara a la segunda vuelta de las elecciones presidenciales. La reacción ante el ascenso del Frente Nacional fue la abrumadora mayoría que obtuvo Jacques Chirac en la segunda vuelta.
Desde 1995, la actualidad francesa ha estado marcada también por numerosos movimientos sociales. Ya en enero de 1987, la red de la SNCF estuvo paralizada durante un mes por una huelga de ferroviarios que incluso desbordó a los sindicatos. Otros gremios se movilizaron también desde 1981: las siderúrgicas (1982-1984), los fabricantes de automóviles (1983), los estudiantes (1983, 1986, 1990, 1994, 1995, 1999, 2005), los funcionarios (1995), los parados (1997-1998), los inmigrantes ilegales (desde 1996), los profesores (1995, 2003), etc.

## Situación actual

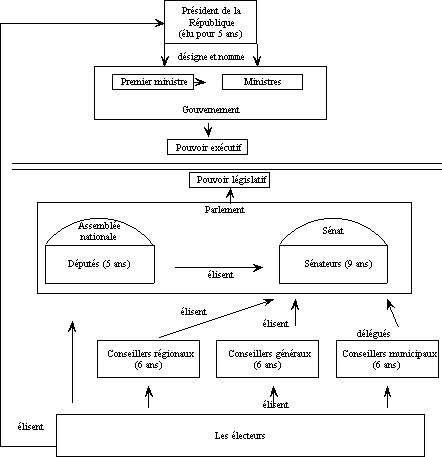
Organigrama de los poderes ejecutivo y legislativo en Francia (en francés).

Francia es una república democrática con un sistema semipresidencialista. Tras la reforma constitucional de 2000, el presidente de la República es elegido por cinco años mediante sufragio universal directo. El Presidente marca las grandes líneas de la política interior y exterior francesa. Puede disolver la Asamblea Nacional y utilizar, en caso de crisis, poderes excepcionales. También nombra al primer ministro y a los ministros del gabinete, los cuales son responsables políticamente ante la Asamblea Nacional. 
El gobierno que estos constituyen define la política interior de Francia y, en caso de que el partido o la coalición que apoya al Presidente, cuente con mayoría parlamentaria, aplicará las orientaciones del jefe de Estado. En caso de cohabitación; es decir, de mayoría en la Asamblea de una formación política opuesta a la del Presidente en ejercicio, el Gobierno constituido tendrá el rol de definir la política general del país mientras que la Jefatura del Estado se encargará de la representación de Francia en el extranjero.
El Parlamento está formado por la Asamblea Nacional, constituida por 577 diputados, y por el Senado, compuesto actualmente por 331 senadores (346 en 2010) elegido por seis años por sufragio indirecto y siendo renovados la mitad cada tres años (a partir de 2010). 

### Partidos políticos
Francia es un régimen multipartidista con variadas formaciones políticas. Las principales son:

#### Izquierda
- Partido Comunista Francés (Parti Communiste Français): después de haber conocido su época de gloria después de la Segunda Guerra Mundial, desde 1981 está en retroceso.
- Partido Socialista (Parti Socialiste): heredero de la SFIO, este partido en su estado actual fue unido por François Mitterrand y se declaran la vía progresista y socialdemócrata.
- Movimiento Republicano y Ciudadano (Mouvement Républicain et Citoyen): liderado por Jean-Pierre Chevènement, este partido es un compendio de ideales que podrían ser denominados republicanos de izquierdas.
- Los Verdes (Les Verts): grupo ecologista de izquierdas.
- Partido Radical de Izquierda (Parti Radical de Gauche): este es un movimiento heredero del partido de Georges Clemenceau (Presidente del Consejo de Ministros durante la Primera Guerra Mundial). Esta formación fue la primera en presentar a las presidenciales (en 2002) un candidato originario de la Guayana Francesa, Christiane Taubira.
- Lucha Obrera (Lutte Ouvrière): partido de inspiración trotskista creado tras los hechos de 1968, su jefa de filas es Nathalie Arthaud.
- Liga Comunista Revolucionaria (Ligue Communiste Révolutionnaire): Partido trotskista separado del Partido Comunista desde 1970 dirigido por Olivier Besancenot.
- Francia Insumisa: partido político que se sitúa entre la izquierda y la extrema izquierda. Fue fundado el 10 de febrero de 2016 con vistas a promover la candidatura de Jean-Luc Mélenchon a las presidenciales francesas de 2017 y permitir la elección de diputados a las elecciones legislativas francesas de 2017, para la aplicación del programa El Futuro en común (en francés: L'Avenir en commun). La plataforma tiene como objetivo, en particular, convocar, después de las elecciones, una asamblea constituyente encargada de redactar la constitución de una Sexta República para Francia.

#### Centro
- Movimiento Demócrata (Mouvement Démocrate; MoDem): heredero de la antigua UDF, partido de centro, es dirigido por François Bayrou. De tendencia social-liberal, defiende la idea de "ni derecha ni izquierda".
- Renacimiento (partido), fundado en 2016 por el actual presidente Emmanuel Macron, con el título original de ¡La República En Marcha! (LREM; en francés, La République En Marche!). Macron se opone al tradicional dualismo izquierda-derecha, reemplazándolo por la dicotomía entre progresistas y conservadores, identificándose con los primeros.

#### Derecha
- Unión por un Movimiento Popular (Union pour un Mouvement Populaire): creado por Jacques Chirac el día siguiente de su reelección en 2002 a partir del RPR, heredero de la UNR del General de Gaulle, este partido de inspiración gaullista defiende tesis liberales y el libre mercado así como la privatización de ciertos servicios públicos. Fue el partido del expresidente Nicolas Sarkozy. El partido fue oficialmente refundado como  Los Republicanos (en francés: Les Républicains) el 30 de mayo de 2015.
- Movimiento por Francia (Mouvement pour la France): partido soberanista de tendencia conservadora, presidido por Philippe de Villiers.
- Nuevo Centro (Nouveau Centre): creado por Maurice Leroy y Hervé Morin, es el partido de la derecha que apoyó al presidente Nicolas Sarkozy.
- Frente Nacional (Front National): partido dirigido por Marine Le Pen.
- Movimiento Nacional Republicano (Mouvement National Républicain): partido de extrema derecha, escisión del anterior.